# Nepřirozený výběr
Nepřirozený výběr (v anglickém originále Unnatural Selection) je v pořadí sedmá epizoda druhé sezóny seriálu Star Trek: Nová generace.

## Příběh
Zatímco je USS Enterprise D na cestě na hvězdnou stanici India, obdrží nouzové volání z lodi USS Lantree. Kapitán Picard rozkáže změnit kurz. Lantree je nalezena bez známek života na palubě, avšak všechny systémy fungují normálně. Vizuální pohled na můstek ukáže, že všichni na Lantree jsou mrtví.
Doktorka Pulaská konstatuje, že všichni zemřeli z přirozených příčin – stářím. A to přesto, že jejich kapitán byl stejného věku, jako komandér Riker. Zdravotní záznamy lodi ukazují, že všichni kromě druhého důstojníka se těšili perfektnímu zdraví. A i jeho nemoc měl na svědomí pouze neškodný virus thelusianské chřipky. Riker říká, že poslední zastávkou Lantree byla Darwinova stanice pro genetický výzkum na planetě Gagarin IV. Picard přikazuje kurz na Gagarin a na Lantree je uvalena karanténa.
Picard kontaktuje vedoucího vědce na Gagarinu Sáru Kingsleyovou, která hlásí zdravotní nouzi – rychlý nástup projevů stárnutí, který byl, jak věří, způsoben kontaktem s Lantree před třemi dny. Má obavy o 32 dětí, které jsou separovány v izolaci, a prosí, aby byly evakuovány na Enterprise. Picard nechce uvrhnout svou posádku v nebezpečí, dokud se neprokáže, že kdokoliv, kdo by měl být transportován na Enterprise, není nakažený. Doktorka Pulaská navrhne, že by šlo za účelem vyšetření za zvýšených bezpečnostních opatření transportovat na palubu člověka uzavřeného ve styrolitovém pouzdře, čímž by se vyloučilo riziko kontaminace, což Picard zdráhavě povolí.
Geordi La Forge aktivuje okolo vyšetřovacího stolu na ošetřovně silové pole a do takto zabezpečeného prostoru je transportováno „dítě,“ či spiše mladý muž uzavřený ve styrolitové membráně. Když pak La Forge pole vypne, Deanna Troi vycítí v místnosti telepatickou aktivitu vycházející z onoho mladíka. Doktorka Pulaská ho vyšetří a konstatuje, že jeho zdraví je perfektní, avšak je velmi vyspělý. Vysvětlí to těmito slovy: „Možná jsme svědky dalšího milníku lidské evoluce.“ Na to se zeptá ostatních, zda může odstranit styrolit, což Picard odmítne, protože riziko je příliš velké. Doktorka navrhne, že jej může vyšetřit v raketoplánu a tedy bez rizika pro celou loď a že pilotem může být android Dat. Picard souhlasí.
Obsluha transportéru Miles O'Brien tedy přenese mladíka do raketoplánu. Pulaská odstraní styrolit a on se probudí. Je šokována, když jí telepaticky sdělí, že jeho jméno je David. Krátce poté doktorka pocítí intenzivní bolest kloubů v paži a sken odhalí počátek rychlého stárnutí. Picard jí přikáže, aby se vrátila na Enterprise, ale ta mu odpoví, že by mohla infikovat posádku a že musí jít na výzkumnou stanici.
Picard žádá o nápady, jak zachránit Pulaskou a Data. Geordi říká, že biofiltr transportéru může dekontaminovat Data. To samé by mohlo pomoci i doktorce, avšak fyzický efekt rychlého stárnutí nemůže být odstraněn bez jejího genetického vzorce, který je uchováván v paměti transportéru po provedení transportu. Riker poznamená, že Pulaská nikdy transportér nepoužila a že se nalodila z USS Repulse s pomocí raketoplánu. Picard přemýšlí, zda by na Repulse mohli mít její originální vzorec.
Rychle stárnoucí Pulaská a Dat dorazí na stanici. Kingsleyová je překvapena, že děti jsou přenašeči nákazy, protože mají vylepšený imunitní systém, který by je měl ochránit před jakoukoliv nemocí. Byly geneticky navrženy tak, aby byly perfektní ve všech ohledech. Jejich imunitní systém zničí narušitele tak, že je geneticky pozmění. Pulaská si náhle vzpomene na thelusianskou chřipku na Lantree a zeptá se, jak by na ni reagoval imunitní systém dětí. Kingsley odpoví, že by byla geneticky pozměněna, aby vyhynula. Pulaská věří, že to přesně se teď děje – imunitní systém dětí útočí na každého.
Zpět na Enterprise Picard mluví s kapitánem Repulse, který říká, že vzorec Pulaské byl naneštěstí smazán krátce po jejím transportu.
Dat se vrátí na loď a transportér jej zbaví nákazy. Picard lituje, že se jim nepodařilo zachránit i doktorku. Poradkyně Troi mu řekne, aby nebyl na sebe tak tvrdý, že věděla, co dělá. Náhle Picardovi cosi vnese do situace nové světlo a věří, že zná rozřešení. Zeptá se, zda byl Dat imunní, protože nemá žádnou biologickou tkáň a zda změna DNA Pulaské způsobila její rychlé stárnutí. Dat mu to potvrdí. Na to Picard spěchá za Geordim a zeptá se, zda by originální vzorek DNA Pulaské mohl napravit škody způsobené stárnutím. Geordi souhlasí, ale poznamená, že žádný takový vzorek nemají. Dat a Riker něco takového hledají na ošetřovně, ale nic nenaleznou. Pak jdou do její kajuty, kde najdou jeden její vlas.
Picard otevře komunikační frekvenci a zavolá Pulaské. Řekne jí, že doufají, že by mohli užít vzorek její nezměněné DNA jako filtr k vyčištění jakýchkoliv změn v jejím genomu, aby byla navrácena do svého věku. Když je vše připraveno, Picard oznámí, že sám hodlá obsluhovat transportér. Transport je nakonec úspěšný a Pulaská se zhmotní ve své původní podobě. Picard ji vítá zpět na palubě. Vědci na výzkumné stanici se také začnou vracet do normálu.
Pak se Enterprise vrátí k lodi Lantree a Picard ji přikáže zničit fotonovým torpédem.